# Ponlat-Taillebourg
Ponlat-Taillebourg är en kommun i departementet Haute-Garonne i regionen Occitanien i södra Frankrike. Kommunen ligger i kantonen Montréjeau som tillhör arrondissementet Saint-Gaudens. År 2022 hade Ponlat-Taillebourg 622 invånare.

## Befolkningsutveckling
Antalet invånare i kommunen Ponlat-Taillebourg
Referens:INSEE